# 城区街道 (个旧市)
城区街道，是中华人民共和国云南省红河哈尼族彝族自治州个旧市曾经下辖的一个街道办事处。
2022年4月28日，红河州人民政府批复同意撤销城区街道，析置金湖街道、宝华街道。

## 行政区划
城区街道下辖以下地区：
青杉里社区、宝华社区、胜利社区、文锡社区、民权社区、上河社区、永胜社区、和平社区、绿海社区、青年社区、州政府社区、五一社区、紫竹园社区、新街社区、新冠社区、个旧供电局社区、茶桑果站社区、个旧选厂社区、金湖南社区、金湖西社区、云锡建安社区、云锡炼厂社区、云锡机厂社区、金湖东社区、建设社区、云锡储运社区、明珠社区、云锡机关社区、三零八队社区和云锡供水厂社区。